# Alla ricerca della Valle Incantata III - Il mistero della sorgente
Alla ricerca della Valle Incantata III - Il mistero della sorgente (The Land Before Time III: The Time of the Great Giving) è un film d'animazione direct-to-video statunitense, terzo film della serie Alla ricerca della Valle Incantata.

## Trama
Piedino e i suoi amici Tricky, Ducky, Petrie e Spike, giocando con una roccia (a mo' di palla), si scontrano con tre giovani e arroganti bulletti: Hyp (un Hypsilophodon capogruppo), Nod (un Nodosaurus suo vice) e Mut (un Muttaburrasaurus membro più stupido). L'alterco che ne deriva viene interrotto da una pioggia di meteore che sembra causare pochi danni alla valle.
Ma il giorno dopo l’acqua della Cascata che tuona smette di scorrere, lasciando come unica riserva idrica il lago non più rifornito e gli adulti, preoccupati, vanno in riunione. Allora Piedino va a raccontare l'accaduto ai suoi quattro amici, ma s'intromettono Hyp, Nod e Mut, che riprendono a ridere del gruppo, essendo più grossi di loro e quindi credendosi più importanti. Nel frattempo gli adulti discutono dell'accaduto che va a finire con un litigio, iniziato con il padre di Tricky, su chi sia capace di non sprecare l'acqua rimasta. Poi però, a causa di uno scherzo di Hyp, Nod e Mut, Piedino viene accusato di sprecare l'acqua causando l'ira del padre di Tricky che porta via la figlia.
Il giorno dopo vengono istituite delle leggi riguardanti la distribuzione dell'acqua, sulle quali molti non sono d'accordo. Unica possibilità di rimedio per Piedino, Tricky, Ducky, Petrie e Spike è ritrovare altra acqua e il giorno dopo, i cinque dinosaurini ne trovano una pozza. Ad un certo punto vengono però fermati da Hyp, Nod e Mut che la vogliono egoisticamente prendere con la forza senza dividerla con loro, minacciandoli di fargli del male nel caso avessero avvertito gli adulti. Seminati i tre ragazzacci, Piedino, Tricky, Ducky, Petrie e Spike scoprono che l'acqua, a causa di una frana causata dalle meteore, è rimasta bloccata nel Misterioso Aldilà. Si dirigono a spiegare l'accaduto ai genitori, ma improvvisamente un fulmine colpisce un albero, causando un incendio che divampa velocemente.
Quando gli adulti vengono avvisati dai loro figli dell'incendio, il padre di Tricky, individualista, volendo guidare il branco dalla parte opposta, decidendo di andare da solo con la figlia riluttante; il nonno di Piedino decide di seguirlo mentre gli altri guidati da Piedino vengono salvati. Nel frattempo, Tricky e suo padre vengono circondati dalle fiamme, ma il nonno di Piedino li salva in tempo, e i tre si riuniscono al branco. Vedendo la valle ormai bruciata, Piedino, Tricky, Ducky, Petrie e Spike rivelano ai loro genitori che l'acqua è bloccata nel Misterioso Aldilà ed Hyp, Nod e Mut, ascoltando il litigio degli adulti sul da farsi decidono di andare ad appropriarsi dell'acqua prima di loro, seguiti da Piedino, Tricky, Ducky, Petrie e Spike che temono per la vita dei tre.
Hyp in effetti trova una pozza d'acqua, che si rivela di essere una pozza di catrame da cui lui viene salvato dai suoi cinque seguitori quando sta per rimanere invischiato. Di seguito arrivano anche gli adulti, tra i quali il nonno di Piedino, il padre di Tricky e quello di Hyp, che sgrida il figlio in maniera simile a quella del padre di Tricky. A quel punto, quest'ultimo, addolcendosi, gli fa capire che il suo modo rabbioso e scorbutico di porsi con suo figlio, a lungo andare, influisce negativamente sul suo modo di relazionarsi agli altri, ma tutti vengono inaspettatamente interrotti da un branco dei feroci Denti Aguzzi (Velociraptor).
Mentre gli adulti si mettono a combattere, i dinosaurini guidati dal padre di Hyp, fuggono via seguiti dai famelici Denti Aguzzi; a causa di una frana però, gli adulti e i predatori scivolano giù da una scarpata, con i secondi che riprendono i sensi. Il padre di Hyp decide di combattere, permettendo agli altri di riprendersi; Piedino, Tricky, Ducky, Petrie e Spike, aiutati dagli ormai redenti bulli, scagliano contro i Denti-Aguzzi delle pietre, sbloccano finalmente l'acqua che travolge questi ultimi e spegne l'incendio nella Valle Incantata.
Così alla fine gli adulti si riappacificano e tutti tornano alla valle salvata che, con l'acqua tornata a scorrere, a poco a poco rifiorisce di nuovo.

## Distribuzione
In Italia, il film è stato distribuito in VHS dalla CIC Video a marzo 1996.

## Doppiaggio
| Personaggio     | Doppiatore originale | Doppiatore italiano |
| --------------- | -------------------- | ------------------- |
| Piedino         | Scott McAfee         | Rossella Acerbo     |
| Ducky           | Heather Hogan        | Lorenzo De Angelis  |
| Tricky          | Candace Hutson       | Monica Vulcano      |
| Petrie          | Jeff Bennett         | Mino Caprio         |
| Nonna           | Linda Gary           | Liliana Jovino      |
| Nonno           | Kenneth Mars         | Paolo Marchese      |
| Hyp             | Whit Hertford        | Massimiliano Alto   |
| Nod             | Scott Melville       |                     |
| Mutt            | Jeff Bennett         |                     |
| Padre di Tricky | John Ingle           | Roberto Stocchi     |
| Spike           | Rob Paulsen          |                     |